# Hyposoter fuscitarsus
Hyposoter fuscitarsus är en stekelart som först beskrevs av Henry Lorenz Viereck 1925.  Hyposoter fuscitarsus ingår i släktet Hyposoter och familjen brokparasitsteklar. Inga underarter finns listade i Catalogue of Life.